# Якуб Людвік Собеський

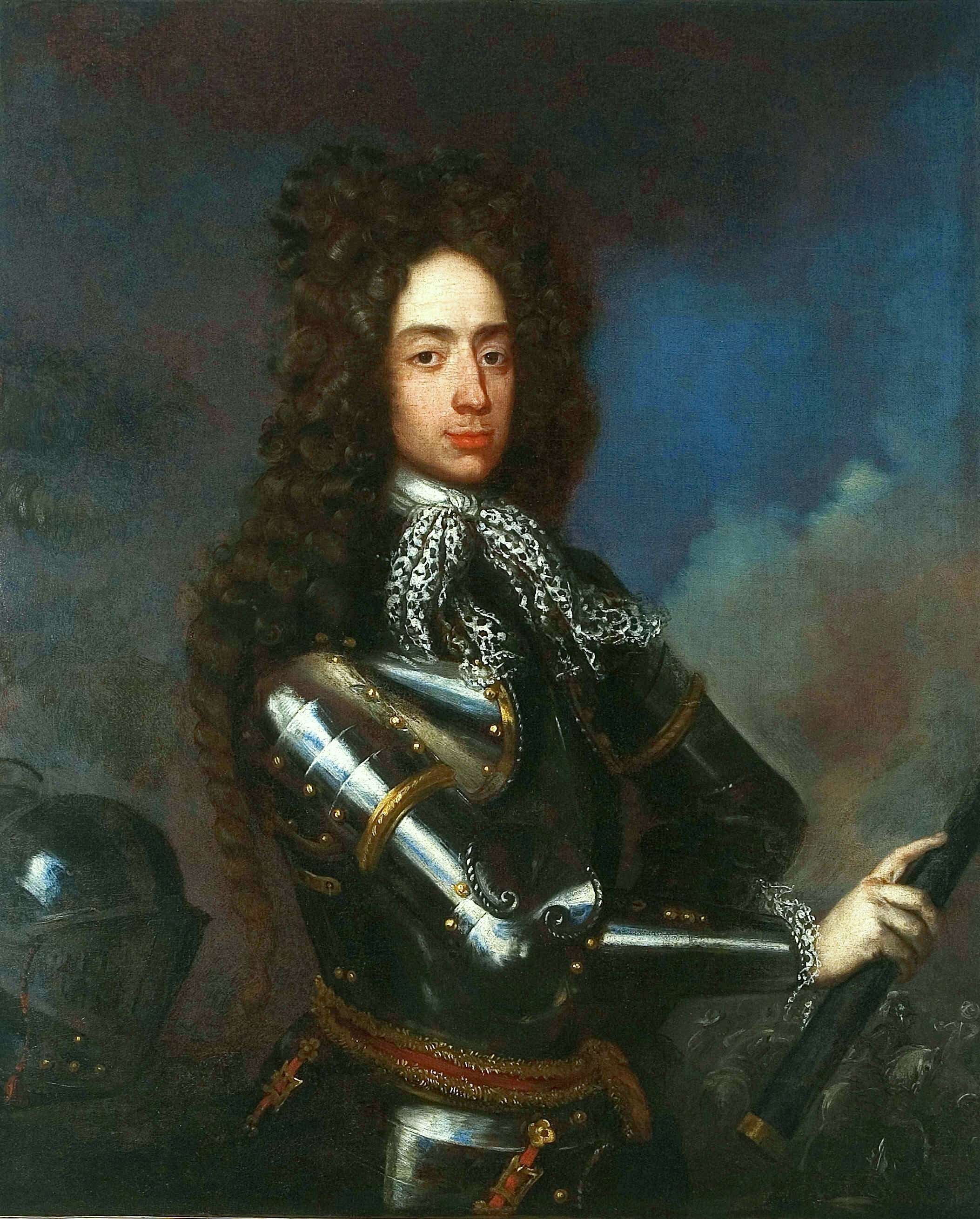

Якуб Людвік Собеський (2 жовтня 1667, Париж — 19 грудня 1737, Жовква) — син короля Яна ІІІ Собеського, державний, політичний і військовий діяч Речі Посполитої. Представник шляхетського роду Собеських гербу Яніна, похресник короля Франції Людовика XIV.

## Життєпис
Народився під час перебування матері в Парижі. Хресний батько — король Франції Людовик XIV. Друге ім'я, яке Якуб вживав рідко, Марія Казимира обрала на честь кума. У 1668 році мати привезла його до Польщі, у 1670 році на 1,5 роки забрала до Франції.
Виховання, навчання відбувалося за виробленою батьком програмою.
Якуб Людвік Собеський брав участь у битвах: Віденській (12 вересня 1683), під Парканами (7 жовтня); невдалій турецькій кампанії в Молдавії 1691.
1687 року почали реалізовувати план його одруження з княгинею Людвікою Кароліною Гогенцолерн — дочкою князя Богуслава Радзивілла, вдовою маркграфа бранденбурга Людвіга. 1688 року Якуб Людвік відвідав її в Берліні, було укладено заручини. Однак невдовзі вона вийшла за швагра цісаря Карла Філіпа Нойбурзького.
Шлюб із Ядвіґою Ельзабет зміцнив династичні зв'язки з Габсбургами, однак відбувся проти бажання матері, яка виступала за зближення з Францією. Людовик XIV образився через цей шлюб.
1695 року найняв бандитів, які мали вбити писаря коронного скарбу Вовчиньського через його відмову позичити гроші. Це спричинило голосний скандал у Речі Посполитій. Під час одного із сімейних конфліктів сказав, що «не завагається повалити Річ Посполиту».
У день смерті батька 17 червня 1696 не хотів пускати матері й молодших братів, які привезли тіло батька з Вілянува, до Варшавського замку. Тоді намагався отримати значну частину спадку для проведення виборчої кампанії. У липні у Варшаві, потім у Жовкві тимчасово домовилися про поділ спадку; його частка виявилася меншою, ніж очікував.
У вересні 1726 після смерті брата Константія Владислава переїхав до Жовкви, звідки кілька разів виїжджав до Олави. З 1735 року постійно проживав у Жовкві, вивчав кабалістику, мав релігійні «практики».
Перед смертю був «розбитий» паралічем, помер у Жовкві 19 грудня 1737. Був похований тут в усипальниці фарного костелу святого Лаврентія. Поховальні «урочистості» відбулися 1743 року за сприяння князя Михайла Казимира Радзивілла «Рибоньки». 1862 року було ідентифіковано його труну, відбулося нове поховання, вмонтовано пам'ятну таблицю з епітафією.

### Маєтності, фундації

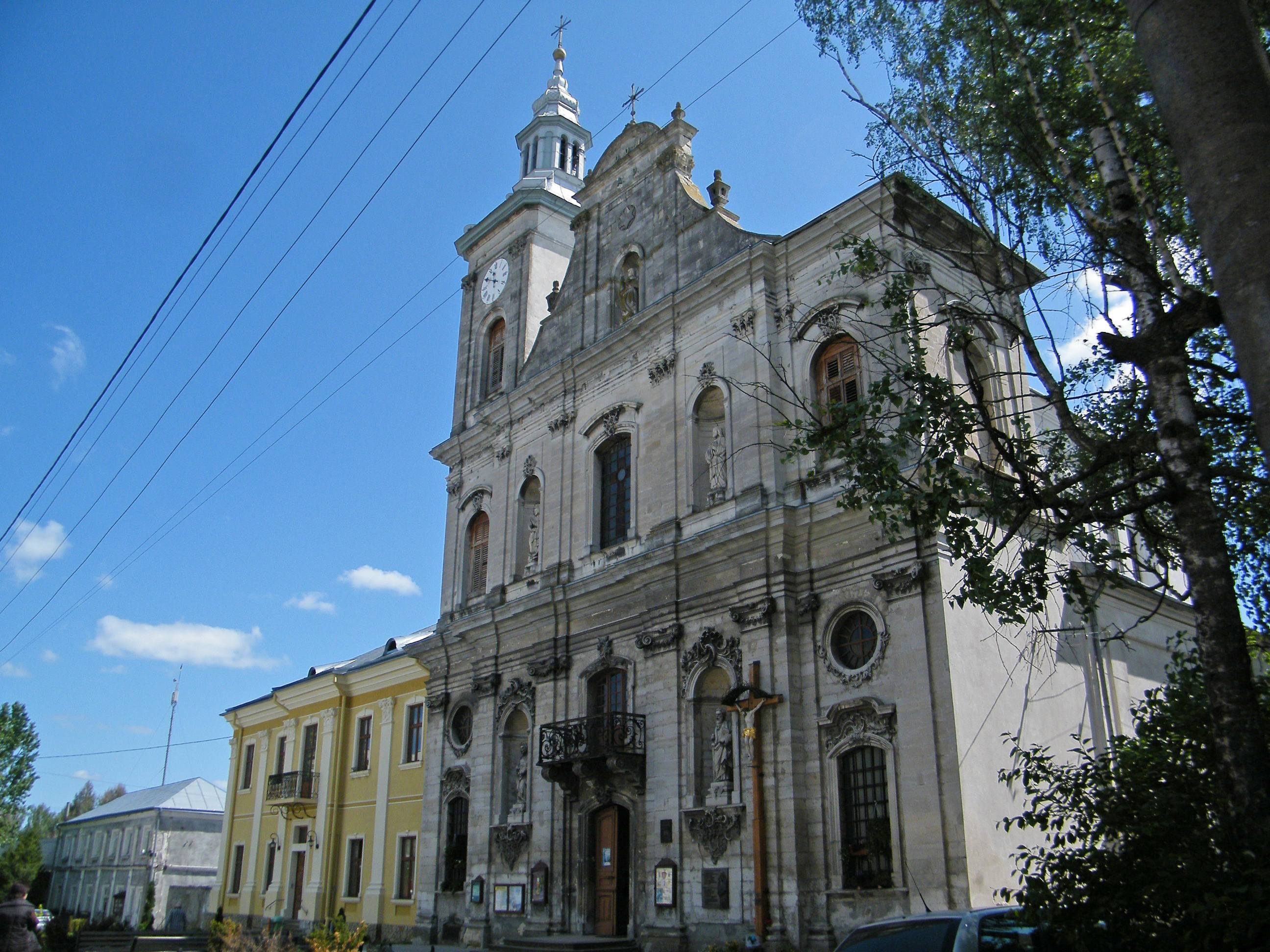
костел піярів, Золочів

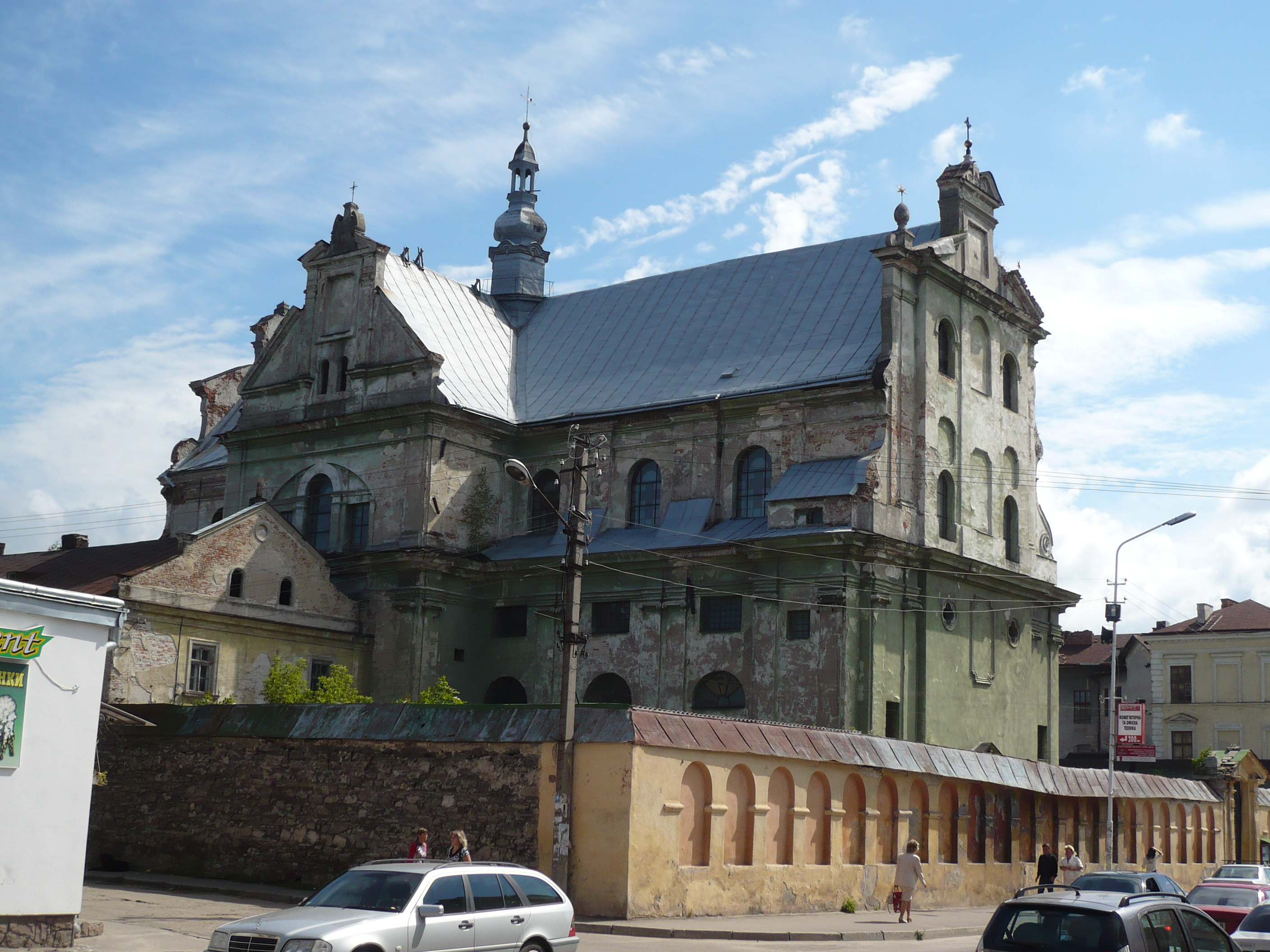
костел домініканців, Жовква

- бл. 1730 — фундатор колегіуму, монастиря, костелу оо. піярів (нині — костел Внебовзяття Пресвятої Богородиці) — пам'ятки архітектури бароко в місті Золочеві;
- 1735 — розширив права унійного духовенства у власних маєтностях; сприяв відбудові спаленої каплиці та шпиталю святого Лазаря (фундаторка — Софія Теофілія Данилович) у Жовкві;
- 1737 — фундуш для костелу в Кукезові (автор проєкту — Антоніо Кастеллі[3])
- Сприяв діяльності домініканців у Жовкві, допомагав відновлювати їхній костел і монастир після руйнацій. 1736 року дозволив використовувати як дзвіницю Львівську браму.

Дідич, зокрема, Зборова, Бродів, які 1704 року продав майбутньому коронному гетьману Юзефові Потоцькому, Золочева, Поморяни за наполяганням матері під час поділу спадку батька у квітні 1698 відступив брату Александерові. Від матері отримав: Яворівське староство (1698 після її виїзду за кордон, її «доживоття»; король по її смерті 1716 забрав), після її смерті — Тернопіль (продав Юзефові Потоцькому), Олесько (1719-го продав Станіславові Матеушеві Жевуському). Після смерті братів Александера (1714), Констянтія (1726) отримав містечко Поморяни. 1728-го остаточно врегулював майнову справу з удовою брата Константія (дідича, зокрема, Підгірців, Жовківського та Крехівського «ключів», Вілянува, палацу у Варшаві — Марією Юзефою з Весслів, отримав, зокрема, Жовкву.
В Олаві зберігав родинний архів. Після 1741 року його забрала Прусія, в 1820-х перевезли до Берліна. Під час ІІ-ї світової майже весь зник, частину (зокрема, родинна, політична кореспонденція, акти майнові) знайшли в Державному історичному архіві Білорусі (Мінськ).

### Сім'я
Дружина — Ядвіґа Ельзабет, донька Філіпа Вільгельма, сестра цісаревої Елеонори. Шлюб — 25 березня 1691, Варшава. Молодята, зокрема, отримали право проживати в замку в Олаві. Мали 6 дітей:
- Марія Леопольдина (1693—1693),
- Ян (1699—1700),
- Марія Маґдалена (1704—1704),
- Марія Казімера,
- Марія Кароліна (26.11.1697, Олава — 8.5.1740, Жовква) — кохання Михайла Казимира Радзивілла «Рибоньки», який став головним її спадкоємцем,
- Марія Клементина.